# Netzjargon

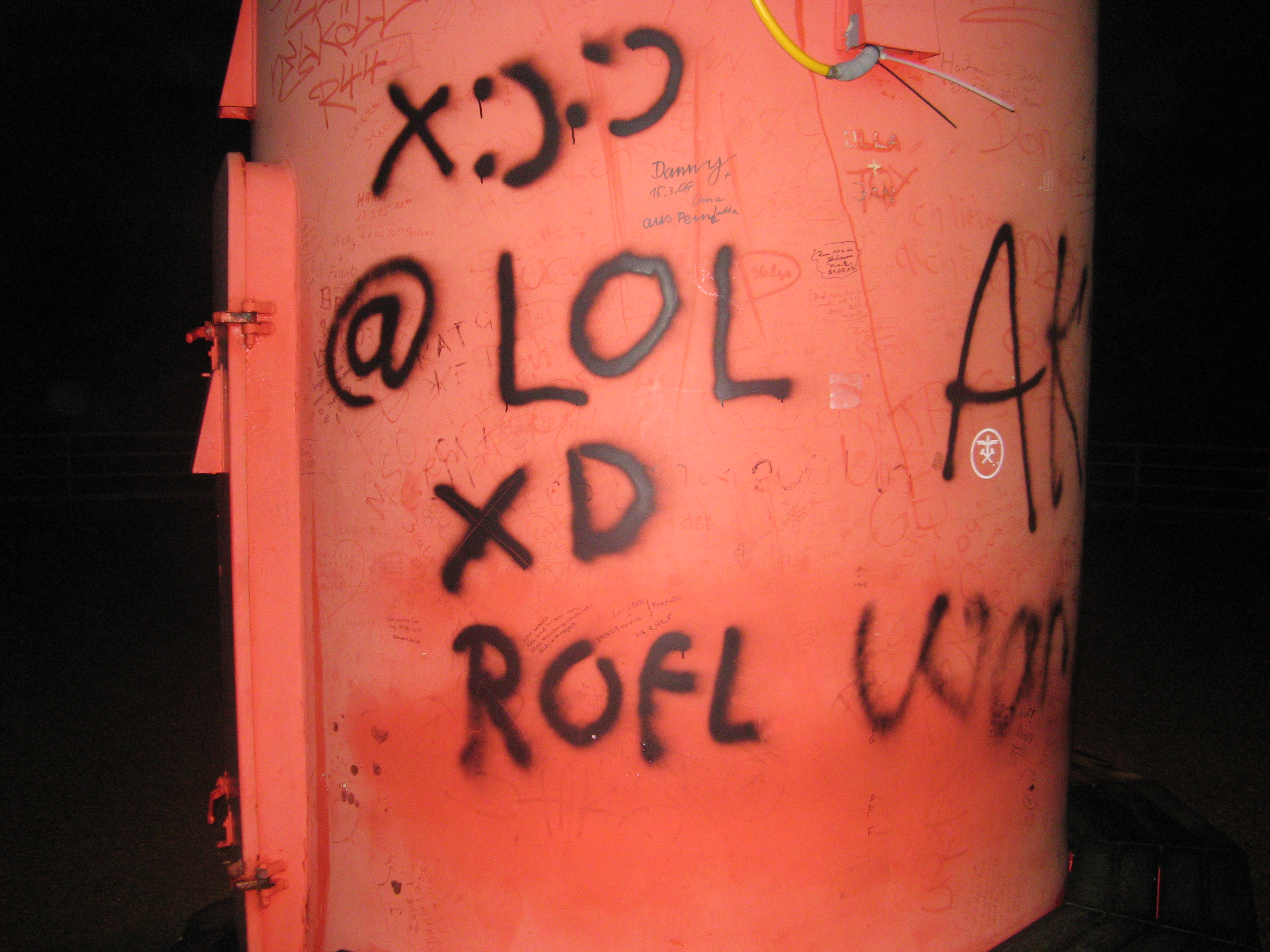
Netzjargon-Abkürzungen als Graffiti (2008)

Netzjargon oder auch Internet-Slang ist eine nicht standardisierte oder inoffizielle Form der Sprache, die von Internetnutzern zur Kommunikation untereinander verwendet wird. Da sich Netzjargon ständig ändert, ist eine einheitliche Definition schwierig. Im Allgemeinen kann unter Netzjargon aber jede Art von Jargon verstanden werden, der durch die Nutzung im Internet popularisiert oder geprägt wurde.
Begriffe des Netzjargons entstehen häufig aus der Notwendigkeit heraus Tastenanschläge zu minimieren, Zeichenbeschränkungen gerecht zu werden oder typische Verständnisprobleme der geschriebenen Sprache (Ironie, Emotionen usw.) zu vermeiden.

## Entwicklung und Charakter

### Ursprünge
Der Netzjargon entstand mit den Anfängen des Internets ausgehend vom IRC und Usenet, die genaue Rekonstruktion ist allerdings schwierig, da zu der Zeit die meisten Internetaktivitäten noch nicht durch Web-Archive oder Web-Indexe aufgegriffen wurden. Das anfängliche Vokabular beruhte hauptsächlich auf Begriffen deren Ursprung vor der Internetkultur liegt (z. B. Begrifflichkeiten aus Programmiersprachen). Der Netzjargon entwickelte sich aufgrund der steigenden Kommunikation in digitalen Räumen schnell zu einem eigenständigen Jargon, der infolge seiner breiten Popularität in der heute globalisierten und digital sensibilisierten Bevölkerung auch zu einem Teil der Alltagssprache geworden ist.

### Motivation
Die Hauptmotivation für die Verwendung eines Internet bezogenen Slangs ist die Erleichterung der vom Medium bestimmten Kommunikation.
Andererseits ist Slang im Internet, ähnlich wie die Verwendung von Slang in der traditionellen persönlichen Rede oder Schriftsprache, oft eine Möglichkeit, die Gruppenzugehörigkeit anzuzeigen. So ist Slang ein wichtiger Bestandteil des „Aufbaus und Erhalts von Online-Communities“, welche wiederum eine Rolle in der Gruppen-Solidarität und der eigenen Identifikation spielen.

### Eigenschaften
Internet-Slang bietet einen Kanal, der die Fähigkeit zur Kommunikation auf eine Weise erleichtert und einschränkt, die sich grundlegend von der unterscheidet, die in anderen ähnlichen Situationen zu finden ist. Viele der Erwartungen und Praktiken, die wir mit gesprochener und geschriebener Sprache verbinden, können hier nicht angewendet werden. Zugleich ist das Internet selbst aufgrund seiner Reichhaltigkeit und der Verfügbarkeit von Informationen ideal für die Entstehung neuer Slangs.
Der elektronische Charakter des Senders hat einen grundlegenden Einfluss auf die Sprache des Mediums. Kommunikationsoptionen werden durch die Art der Hardware eingeschränkt, die benötigt wird, um Zugang zum Internet zu erhalten. Somit wird die produktive Sprachkapazität (die Art der Informationen, die gesendet werden können) durch die vorab zugewiesenen Zeichen auf einer Tastatur bestimmt, und die rezeptive Sprachkapazität (die Art der Informationen, die aufgenommen werden können) wird durch die Größe und Konfiguration des Bildschirms bestimmt. Darüber hinaus sind sowohl der Sender als auch der Empfänger sprachlich durch die Eigenschaften der Internetsoftware, Computerhardware und Netzwerkhardware, die sie verbinden, eingeschränkt. Elektronischer Diskurs bezieht sich sehr oft auf Schriften, die „so gelesen werden, als ob sie gesprochen würden – das heißt, als ob der Absender schreiben und gleichzeitig sprechen würde“.

## Verbreitung und Verwendung

### Einteilung 2001
David Crystal unterschied 2001 fünf Bereiche des Internets, in denen Slang verwendet wurde: Das Web selbst, E-Mail, asynchroner Chat (z. B. Mailinglisten), synchroner Chat (z. B. Internet Relay Chat) und virtuelle Welten.

### Verbreitung außerhalb des Internets

#### Nichtphysisch
Der Internetslang ist von der Vermittlung durch den Computer in andere nichtphysische Bereiche übergegangen. Internet-Slang ist heute in der Telefonie weit verbreitet, hauptsächlich durch Kurznachrichten (SMS)-Kommunikation. Insbesondere Abkürzungen und Interjektionen sind in diesem Medium populär geworden, möglicherweise aufgrund des begrenzten Zeichenraums zum Schreiben von Nachrichten auf Mobiltelefonen. Ein weiterer möglicher Grund für diese Ausbreitung ist die Bequemlichkeit, die bestehenden Zuordnungen zwischen Ausdruck und Bedeutung in einen ähnlichen Interaktionsraum zu übertragen.

#### Physisch
Gleichzeitig hat Internet-Slang auch einen Platz als Teil der alltäglichen Offline-Sprache unter denjenigen mit digitalem Zugang eingenommen. Die Art und der Inhalt der Online-Konversation werden auf die direkte Offline-Kommunikation durch das Telefon und das direkte Gespräch sowie durch die geschriebene Sprache, z. B. durch das Schreiben von Notizen oder Briefen, übertragen. Im Falle von Interjektionen, wie auf Zahlen basierender und abgekürzter Internet-Slang, werden sie nicht ausgesprochen, da sie physisch geschrieben oder durch eine tatsächliche Handlung ersetzt werden. Vielmehr werden sie lexikalisiert und wie Nichtslangwörter in einer Art „Bühnenanweisung“ gesprochen, bei der die eigentliche Handlung nicht ausgeführt, sondern durch ein verbales Signal ersetzt wird. Die Begriffe Flaming und Trolling haben sich auch außerhalb des Computers ausgebreitet und werden unter denselben Umständen absichtlicher oder unbeabsichtigter Implikationen verwendet.
Somit hat sich Internet-Slang von dem „Gegenstück“ der Mainstream-Sprache, den er ursprünglich darstellte, wegentwickelt und ist aufgrund seiner Popularität, bei der heutigen globalisierten und digital sensibilisierten Bevölkerung, zu einem Teil der Alltagssprache geworden.

## Arten des Internet-Slang

### Buchstabenhomophone
Zu dieser Gruppe gehören Abkürzungen und Akronyme. Eine Abkürzung ist eine Abkürzung eines Wortes, zum Beispiel „CU“ oder „CYA“ für „see you (see ya)“. Ein Akronym hingegen ist eine Untergruppe von Abkürzungen und wird aus den Anfangsbestandteilen eines Wortes gebildet. Beispiele für gebräuchliche Akronyme sind „LOL“ für „laut lachen“, „BTW“ für „by the way“ und „TFW“ für „the feeling when“. Es gibt auch Kombinationen aus beidem, wie „CUL8R“ für „see you later“.

### Heterographen
Verwendung eines Wortes anstelle eines anderen, abweichend aber ähnlich klingenden Wortes. Alternativ ein absichtlicher Rechtschreibfehler. Zum Beispiel die Verwendung von „sauce“ anstelle von „source“, wenn nach der Quelle eines Bildes oder anderen online geposteten Materials gefragt wird. Beispielsweise überwachen TikTok-Algorithmen „explizite“ Inhalte, indem sie bestimmte Wörter zensieren oder Videos basierend auf der Aufnahme bestimmter Hashtags bewerben; die absichtliche Rechtschreibfehler von Wörtern umgehen Zensurrichtlinien und erzeugen anschließend eine Reihe von plattformspezifischen Slangs, machen Triggerwarnungen unwirksam und können schließlich dazu führen, dass schädliche Inhalte gefördert werden.

### Satzzeichen, Großschreibung und andere Symbole
Solche Merkmale werden üblicherweise zur Hervorhebung verwendet. Zur Hervorhebung können wiederholt Punkte oder Ausrufezeichen verwendet werden, wie  „........“ oder „!!!!!!!!!!“. Fragezeichen und Ausrufezeichen werden oft zusammen in Zeichenfolgen wie „?!?!?!?!“ verwendet, um Wut während einer Frage auszudrücken. Auch die grammatikalischen Interpunktionsregeln werden im Internet gelockert. „E-Mail“ kann einfach als „Email“ ausgedrückt werden, und Apostrophe können weggelassen werden, sodass „John's book“ zu „johns book“ wird. Beispiele für Großschreibungen sind „HÖR AUF“, die im Gegensatz zu „hör auf“ ein stärkeres Gefühl der Verärgerung vermitteln können. Fett, unterstrichen und kursiv werden auch verwendet, um Betonung anzuzeigen. Die Verwendung einer Tilde ~ kann ein Symbol für Sarkasmus sein, wie „~Das war so lustig~“. Der Punkt kann auch verwendet werden, um Ernsthaftigkeit oder Wut wie „Ok.“ zu symbolisieren.

#### Sternchen (Asterisken)
Zwei Sternchen oder Asterisken *…* markieren den zwischen ihnen stehenden Inflektiv. Damit ist es möglich, eine Tätigkeit oder Aktion des Autors mit zu übermitteln: beispielsweise steht *g* für „grins“. Selbst komplexe, mehrgliedrige Gefühlsregungen oder Aktionen können so gebildet werden, wobei das inflektive Verb meist am Satzende steht: *computerausdemfensterschmeiß*. Üblicherweise wird hier auf eine Trennung der Satzteile gänzlich verzichtet. Zur besseren Lesbarkeit, insbesondere bei längeren Satzzusammenstellungen, könnten Leerzeichen, Unterstrich _ oder der Strich - als Trennzeichen oder Binnenmajuskeln zur Strukturierung dienen.
Ursprünglich stammt diese Schreibweise aus dem Usenet, wo Sternchen eher zur Betonung verwendet werden:
- Ich habe es *unzählige Male* versucht; immer erfolglos!

Einige Clients, die Sternchenpaare als Betonungszeichen interpretieren, stellen die Wörter dazwischen im Fettdruck dar. Alternativ kann man die Sternchen durch ein Pluszeichen + ersetzen (als würde die Shift-Taste zu früh losgelassen), um einen automatischen Fettdruck dieser Programme zu vermeiden.
Die Sternchenakronyme wie *g* werden vor allem im deutschen Sprachraum verwendet, kamen jedoch Anfang der 2010er-Jahre zunehmend aus der Mode. In englischsprachiger Kommunikation sind sie viel seltener anzutreffen.
Ähnlich wie Sternchen zur Fettschriftauszeichnung verwendet werden, werden auch vor- und nachgesetzte Unterstriche für das Andeuten einer _Unterzeichnung_ der Textpassage benutzt.
Wird ein Sternchen vor einem Satz oder Wort verwendet, kennzeichnet dies die Korrektur eines zuvor falsch geschriebenen Satzes oder Wortes, Beispiel:
- Heute wirt es schneien
- *wird

### Onomatopoetische oder stilisierte Schreibweisen
Onomatopoetische Schreibweisen sind auch im Internet populär geworden. Ein bekanntes Beispiel ist „hahaha“, um Lachen anzuzeigen. Lautmalerische Schreibweisen sind sehr sprachspezifisch. Zum Beispiel wird Lachen auf Spanisch stattdessen als „jajaja“ geschrieben, weil J auf Spanisch wie H ausgesprochen wird. Auf Thailändisch ist es 55555, weil 5 auf Thailändisch Ha heißt. Auf Koreanisch heißt es „kekeke“.

### Tastaturgenerierte Emoticons und Smileys
Emoticons sind im Allgemeinen in Webforen, Instant Messengern und Online-Spielen zu finden. Sie sind kulturspezifisch und bestimmte Emoticons sind nur in einigen Sprachen zu finden, in anderen nicht. Zum Beispiel konzentriert sich das japanische Äquivalent von Emoticons, Kaomoji (wörtlich „Gesichtszeichen“), auf die Augen statt auf den Mund wie bei westlichen Emoticons. Sie sollen auch mit der rechten Seite nach oben gelesen werden, wie in ^_^, im Gegensatz zu seitlich, :3. In jüngerer Zeit sind neben Gesichts-Emoticons auch andere Emoticon-Symbole wie <3 (was ein seitliches Herz ist) aufgetaucht. Im Vergleich zu Emoticons, die in westlichen Kulturen wie den Vereinigten Staaten verwendet werden, spielen Kaomoji eine sehr ausgeprägte soziale Rolle im Online-Diskurs.

### Emojis
Emojis sind relativ neu im Internet-Slang und ähneln Emoticons in der Art und Weise, dass sie Botschaften auf visuelle Weise vermitteln. Während Emoticons jedoch ein Bild mit Zeichen von der Tastatur erstellen, sind Emojis eine neue Ebene der Kommunikation und des Slang, da sie die Nachrichten in kleinen Cartoons darstellen. Mit der Kultur kommt eine unterschiedliche Bedeutung für verschiedene Emojis. Zum Beispiel haben 2016 Emojipedia und Prismoji 571 Pfirsich-Emojis-Tweets genommen und ihnen sechs verschiedene Bedeutungen zugeordnet, die von Frucht, Pfirsichgefühl oder sexuellen Konnotationen reichen.

### Talk Mode
Zeit und die Einfachheit der Tastenklicks ist ein wichtiger Faktor in Chaträumen, weshalb viele Schreiber Abkürzungen verwenden. So lassen sich Gefühle wie Freude schnell ausdrücken.
Allgemein schreibt man solche Abkürzungen mit Kleinbuchstaben, um die Umschalttaste auf der Tastatur zu sparen. Im Regelfall werden die Anfangsbuchstaben der in der (meist englischsprachigen) Redewendung vorkommenden Wörter aneinander angehängt oder eine einfache Abkürzung gebildet, wie bei ack für acknowledged („bestätigt“), oder es finden homophone Abkürzungen Verwendung, wie 2 für to oder too, sowie 4 für for. Da der „Talk Mode“ nicht besonders geeignet ist, um Stimmungen und Gefühlslagen auszudrücken, wird er in vielen Bereichen durch die Emoticons ersetzt.

### Leetspeak
Hierbei werden manche Buchstaben durch ähnlich aussehende Ziffern oder Sonderzeichen ersetzt. Meist sind folgende Ersetzungen im Einsatz.
| diese Zeichen  | 0   | 1   | 2 | 3 | 4   | 5 | 6 | 7 | 8 | 9   |
| ersetzen diese | O/Q | L/I | R | E | A/H | S | G | T | B | G/P |

„14m3“ steht für „lame“ = Lahm / unzureichend. Alternativ werden Ziffern oder Buchstaben ihrer (meist englischen) Aussprache entsprechend eingesetzt. Ebenfalls werden bei „Leetspeak“ ähnlich klingende Buchstaben gegenseitig ersetzt oder durch geeignete Zeichen nachgeformt. Beispielsweise wird das  „Plural-s“ durch „z“ ersetzt, wie in Warez. Das „W“ wird (mit zweimal / und zweimal \) zu „\/\/“ oder „L“ zu „|_“.
Ersetzungen nach dem Klang sind 2=to (zu) oder too, 4=for (für), 8=ate (als Teil von „later“ (später), „hate“ (hassen), „mate“ (Freund), „great“ (großartig)), B=be (sein), C=see (sehen), I=eye (Auge), O=oh! oder O=owe (I owe him = „Ich bin ihm schuldig“ [oder] „ich habe ihm zu verdanken“), R=are ([du] bist, [ihr] seid), U=you (Du), Y=why (warum?). Eine Umschreibung für „Leetspeak“ kann so die Form 13375p3@|< annehmen und bezeugt wiederum Insiderwissen.

### Vong
Seit den späten 2010er-Jahren wird der Netzjargon „Vong“ verwendet, der auf den österreichischen Rapper Money Boy zurückgeht. Der Name geht auf die nachgestellte Präpositionalphrase „vong … her“ zurück. Im Gegensatz zum älteren Leetspeak werden Zahlzeichen nicht statt ähnlich aussehender Buchstaben verwendet, sondern nur, um ähnlich wie die zugehörigen Zahlwörter klingende Wortbestandteile zu ersetzen (etwa ,H1‘ statt ,Heinz‘). Vong zeichnet sich durch Anglizismen, Malapropismen, eine veränderte Grammatik und absichtlich positionierte Rechtschreib- und Tippfehler, Fehler in der Groß- und Kleinschreibung, Austausch von ähnlich oder gleich klingenden Buchstaben(folgen) und Zahlen wie zum Beispiel eu und äu, w und v, tz und ts sowie Fehler der Interpunktion, zum Beispiel Plenks, doppelte Leerzeichen und Leerzeichen in Komposita aus. Ein bekannter Vong-Ausdruck ist die Grußformel „Halo, I bims!“ („Hallo, ich bin’s!“).

### Pseudo-HTML
Insbesondere in Usenet-Newsgroups werden als Stilmittel Sätze in HTML-artige Pseudotags eingefasst. Diese Pseudotags werden vom Client natürlich nicht interpretiert, aber angezeigt, und sollen dem Leser eine Information geben, wie das Geschriebene gemeint ist oder interpretiert werden soll. Häufig lässt man das öffnende Tag weg, aus Ersparnisgründen oder um erst nachträglich darauf hinzuweisen, dass die Bemerkung ironisch gemeint sei.
<irony mode="sarcasm">Die Wikipedia wird den Brockhaus und die Encyclopædia Britannica niemals ablösen.</irony>
oder vereinfacht:
<Ironie>Die Wikipedia wird den Brockhaus und die Encyclopædia Britannica niemals ablösen.</Ironie>
<aol>Wird insb. im Englischen zur Markierung von besonders einfältigen Kommentaren verwendet, da AOL (ehem. America Online) es vielen neuen Nutzern ermöglichte, das Internet zu nutzen, die zuvor wenig oder keine Erfahrung mit neuen Medien und teilweise auch einen geringeren Bildungsstand hatten.</aol>
Eine ähnliche Form ist in den diversen Internetforen verbreitet, die oftmals keine HTML-Formatierung durch die Schreibenden zulassen. Es handelt sich hierbei um BBcode-artige Pseudotags.
[Ironie]Die Wikipedia wird den Brockhaus und die Encyclopædia Britannica niemals ablösen.[/Ironie]

### Direkte Anfragen
Diese finden sich in Chat-Engines wie Internet Relay Chat oder Online-Spielen, bei denen persönliche Identitäten verschleiert werden können. Fragen wie „A/S/L?“ was für „age, sex, location?“ also „Alter, Geschlecht, Ort?“ steht, werden häufig gestellt.

### Neuartige syntaktische Merkmale
Ungewöhnliche syntaktische Strukturen wie „I Can Has Cheezburger?“ und „You are doing me a frighten“ wurden durch sehr populäre Memes verbreitet. Die Pluralisierung „the Internets“ ist ein weiteres Beispiel, das üblich geworden ist, seit es von George W. Bush während einer Fernsehveranstaltung verwendet wurde.

### Flaming
Flaming bezieht sich auf die Verwendung von unhöflicher oder profaner Sprache in Interaktionen zwischen Internetnutzern. Es kann durch jedes Thema polarisierender Natur verursacht werden. Beispielsweise gibt es unter Benutzern von Windows und klassischem MacOS eine anhaltende Debatte darüber, was „überlegen“ ist. In der Vergangenheit wurde der Akt des Flamings als eine intrinsische Eigenschaft von E-Mails beschrieben, da es in der computergestützten Kommunikation (CMC) keine visuellen und auditiven Hinweise gibt.

### Padonki-Jargon
Die olbanische Sprache ist eine russische Cant-Sprache, die von Padonki von Runet entwickelt wurde. Die Sprache trat in die Mainstream-Kultur ein und es wurde vorgeschlagen, Olbanisch in Schulen zu unterrichten. Ähnliche Systeme existieren für andere Sprachen mit nichtlateinischen Schriften wie Hebräisch und Arabisch.

### Neologismen
Bei Neologismen werden Wörter möglichst stark verkürzt, während man immer noch die volle Bedeutung der Nachricht versteht. Diese Art von Slang erfordert erhöhten Aufwand um die Bedeutung der Nachricht zu interpretieren. Ein Beispiel ist WYSIWYG (what you see is what you get).